# Kayla Harrison
Kayla Jean Harrison (nascida em 2 de julho de 1990) é uma lutadora profissional de artes marciais mistas e ex-judoca norte-americana. Atualmente compete na divisão peso-galo feminino do Ultimate Fighting Championship (UFC), onde é a atual campeã do peso-galo feminino do UFC. Ela é a segunda atleta, e a primeira mulher, a conquistar uma medalha de ouro olímpica e um cinturão do UFC. Harrison também foi campeã duas vezes do torneio de pesos-leves da Professional Fighters League (PFL). Em 10 de junho de 2025, ela ocupava a 3ª posição no ranking peso-por-peso feminino do UFC.
No judô, Harrison conquistou a medalha de ouro na categoria até 78 kg no Campeonato Mundial de Judô de 2010, além de medalhas de ouro nos Jogos Olímpicos de Verão de 2012 e 2016. Em 2016, foi promovida ao grau de Rokudan (6º dan) pela United States Judo Association, tornando-se a pessoa mais jovem a alcançar tal graduação. Em março de 2023, foi incluída no International Sports Hall of Fame]. Harrison continua sendo a única judoca norte-americana a conquistar uma medalha de ouro no judô nos Jogos Olímpicos de Verão, bem como a única a vencer uma medalha de ouro no Campeonato Mundial de Judô.

## Biografia
Nascida em Middletown, Ohio, Harrison começou a praticar judô aos seis anos de idade, após ser introduzida ao esporte por sua mãe, que era faixa-preta. Ela se formou na Middletown High School, em Ohio.
Ela começou a treinar com o técnico Daniel Doyle e ganhou dois campeonatos nacionais aos 15 anos. Durante esse período, Doyle abusou sexualmente de Harrison, que relatou o ocorrido a outro judoca, que por sua vez contou à mãe de Harrison. Subsequentemente, ela denunciou o caso à polícia. Doyle foi condenado a uma pena de dez anos de prisão. Um mês após a revelação do abuso, ela se mudou de sua casa em Ohio para Boston para treinar com Jimmy Pedro e seu pai.

## Carreira

### Judo
Harrison mudou de categoria em 2008, passando da divisão até 63 kg para a até 78 kg. Ela não pôde competir nos Jogos Olímpicos de Verão de 2008, pois os Estados Unidos não haviam se classificado nessa categoria. Ainda em 2008, conquistou o título do Campeonato Mundial Júnior e, no ano seguinte, ficou em segundo lugar, tornando-se a primeira americana a disputar duas finais de Campeonato Mundial Júnior.
Harrison conquistou a medalha de ouro na categoria até 78 kg no Campeonato Mundial de 2010, tornando-se a primeira americana a alcançar esse feito desde 1999, quando seu técnico, Jimmy Pedro, venceu em Birmingham, no Reino Unido. No Campeonato Mundial de 2011, realizado em Paris, ficou em terceiro lugar e levou a medalha de bronze, após ser derrotada na semifinal pela francesa Audrey Tcheuméo, que viria a conquistar o título.
Antes dos Jogos Olímpicos de Verão de 2012, em Londres, Harrison sofreu uma lesão durante os treinos, rompendo o ligamento colateral medial. Em 2 de agosto de 2012, conquistou o título olímpico na categoria até 78 kg ao derrotar a britânica Gemma Gibbons por dois yukos, tornando-se a primeira americana a ganhar uma medalha de ouro olímpica no judô. Em 2016, nos Jogos Olímpicos do Rio de Janeiro, conquistou sua segunda medalha de ouro olímpica na mesma categoria, ao vencer a francesa Audrey Tcheuméo.
Em 2015, Harrison foi incluída no Hall da Fama da United States Judo Federation. Em 31 de agosto de 2016, após conquistar sua segunda medalha de ouro olímpica, a United States Judo Association concedeu a ela uma promoção batsugun para o grau de rokudan (6º dan), tornando-a a pessoa mais jovem nos Estados Unidos a receber essa graduação.

### Artes Marciais Mistas
Harrison, ex-companheira de treinos da também judoca Ronda Rousey, anunciou em outubro de 2016 que havia assinado contrato com a World Series of Fighting. Inicialmente, atuaria como comentarista, mas também revelou que estava contratada para competir na divisão feminina de 145 libras (66 kg).

#### PFL temporada 2018
Harrison fez sua estreia no MMA no evento PFL 2, em 21 de junho de 2018, enfrentando Brittney Elkin na divisão feminina dos pesos leves. Ela venceu por finalização, aplicando um armlock no primeiro round.
Na sua segunda luta profissional, Harrison enfrentou Jozette Cotton no PFL 6, em 16 de agosto de 2018, vencendo por nocaute técnico (TKO) no terceiro round.
Harrison participou do card principal do PFL 11 em 2018 e derrotou Moriel Charneski por nocaute técnico no primeiro round. Após a vitória, demonstrou estar parcialmente insatisfeita com seu desempenho.

#### PFL temporada 2019
Harrison era esperada para ser a luta principal do primeiro evento da segunda temporada da PFL contra Svetlana Khautova, em 9 de maio de 2019. Khautova desistiu da luta e foi substituída por Larissa Pacheco. Harrison venceu a luta por decisão unânime.
No coevento principal do PFL 4, em 11 de julho de 2019, Harrison enfrentou Morgan Frier e venceu por finalização com key lock no primeiro round. Posteriormente, Harrison assinou uma extensão de contrato de longo prazo com a PFL.
Após ficar em segundo lugar na fase preliminar, Harrison garantiu sua vaga nos playoffs. Inicialmente, estava programada para enfrentar a terceira colocada Genah Fabian no PFL 7, em 11 de outubro de 2019, mas Fabian precisou desistir. Ela foi substituída pela quinta colocada Bobbi Jo Dalziel. Harrison venceu a luta por finalização com armlock no primeiro round.
Harrison enfrentou Larissa Pacheco na revanche pela final da divisão feminina dos pesos leves no PFL 10, em 31 de dezembro de 2019. Após dominar todos os rounds com sua superioridade no grappling, Harrison venceu por decisão unânime, conquistando o Campeonato Feminino dos Pesos Leves de 2019.

#### PFL temporada 2020
Harrison estava prevista para competir na temporada de 2020 da PFL, mas toda a temporada foi cancelada devido à pandemia de COVID-19.

#### Outras organizações
Com a temporada de 2020 da PFL cancelada, Harrison recebeu uma autorização contratual para assinar com a Invicta FC e fez sua estreia na divisão dos penas contra Courtney King, no Invicta FC 43, em 20 de novembro de 2020. Ela venceu a luta por nocaute técnico no segundo round.
Harrison estava então prevista para competir pelo Titan FC. Ela estava programada para enfrentar Jozette Cotton em uma revanche no Titan FC 66, em 17 de dezembro de 2020. No dia anterior à luta, Cotton foi hospitalizada devido a um corte de peso mal feito, e o combate foi cancelado.

#### PFL temporada 2021
Kayla enfrentou Mariana Morais em 6 de maio de 2021, no PFL 3, na abertura da temporada de 2021. Ela venceu a luta por nocaute técnico no primeiro round.
No PFL 6, em 25 de junho de 2021, Kayla enfrentou Cindy Dandois e venceu por finalização com armlock no primeiro round.
Nas semifinais do torneio feminino dos pesos leves, em 19 de agosto de 2021, no PFL 8, Kayla enfrentou Genah Fabian e venceu por nocaute técnico no primeiro round, aplicando golpes no solo.
Na final do torneio feminino peso leve, em 27 de outubro de 2021, no PFL 10, Kayla enfrentou Taylor Guardado e venceu por finalização com armlock no segundo round.

#### PFL temporada 2022
Sendo uma das agentes livres mais cobiçadas do esporte, Harrison chegou a assinar um contrato com o Bellator MMA em março de 2022. No entanto, a PFL exerceu seu direito de igualar a oferta, e Harrison renovou o contrato com a organização, com validade até dezembro de 2023.
Harrison enfrentou Marina Mokhnatkina em 6 de maio de 2022, no PFL 3, e venceu a luta por decisão unânime.
Estava programada para enfrentar Julia Budd em 1º de julho de 2022, no PFL 6, mas uma semana antes do evento Budd desistiu devido a uma lesão e foi substituída por Kaitlin Young. Harrison venceu a luta após interrupção do árbitro aos 2 minutos e 35 segundos do primeiro round.
Nas semifinais do torneio feminino dos pesos leves, em 20 de agosto de 2022, no PFL 9, Harrison enfrentou Martina Jindrová e venceu por finalização com estrangulamento de triângulo de braço no primeiro round.
Na final do torneio feminino dos peso leves, em 25 de novembro de 2022, no PFL 10, Harrison enfrentou Larissa Pacheco pela terceira vez. Em uma surpresa, ela perdeu a luta por decisão unânime.

#### PFL temporada 2023
Após um ano de hiato, Harrison estava programada para enfrentar Julia Budd no PFL 10, em 24 de novembro de 2023. No entanto, Budd foi retirada da luta por ter "se recusado a cumprir sua obrigação contratual" e foi substituída por Aspen Ladd, em um peso combinado de 150 libras. Harrison venceu a luta por decisão unânime.

### Ultimate Fighting Championship
Em 23 de janeiro de 2024, Dana White anunciou que o UFC havia contratado Harrison e que ela faria sua estreia no evento UFC 300, em 13 de abril de 2024, também estreando na categoria peso galo feminino, contra a ex-campeã Holly Holm. Harrison venceu a luta contra Holm por finalização com estrangulamento pelas costas no segundo round.
Harrison enfrentou Ketlen Vieira em 5 de outubro de 2024, no UFC 307, vencendo por decisão unânime.

#### Campeã Peso Galo do UFC
Harrison disputou o cinturão feminino dos pesos galos contra a bicampeã e atual campeã (além de vencedora do torneio The Ultimate Fighter 18) Julianna Peña, em 7 de junho de 2025, no UFC 316. Ela conquistou o cinturão por finalização com kimura no final do segundo round. Essa luta lhe rendeu o prêmio de Performance da Noite. Logo após a vitória, Amanda Nunes entrou no octógono para encarar Harrison.

## Vida pessoal
Em 2020, Harrison obteve a guarda total de sua sobrinha e seu sobrinho, após o falecimento repentino de seu padrasto, que tinha a guarda das crianças na época.

## Títulos e conquistas
- Olympic Games
  - Londres 2012 
    -  Jogos Olímpicos de Verão (78kg)

  - Rio de Janeiro 2016 
    -  Jogos Olímpicos de Verão (78kg)
- Professional Fighters League
  - Campeã Feminina Peso Leve da PFL de 2019
  - Campeã Feminina Peso Leve da PFL de 2021
- Ultimate Fighting Championship
  - Campeã Feminina Peso Galo do UFC (Uma vez, Atual)
  - Performance da Noite (Uma vez) vs. Julianna Peña[69]
  - UFC Honors Awards
    - 2024: Indicada para a Finalização do Ano - Escolha dos Fãs vs. Holly Holm[73] & Inidcada para Estreia do Ano - Escolha dos Fãs vs. Holly Holm[74]

  - UFC.com Awards
    - 2024: Melhor Novato do 1º Semestre[75], 3ª Melhor Finalização do Ano vs. Holly Holm[76] & 2º Melhor Novato do Ano[77]

## Cartel no MMA
| Cartel no MMA   |             |           |
| 20 lutas        | 19 vitórias | 1 derrota |
| Por nocaute     | 6           | 0         |
| Por finalização | 8           | 0         |
| Por decisão     | 5           | 1         |

| Res.    | Cartel | Oponente           | Método                       | Evento        | Data       | Round | Tempo | Local                                | Notas |
| ------- | ------ | ------------------ | ---------------------------- | ------------- | ---------- | ----- | ----- | ------------------------------------ | --- |
| Vitória | 19-1   | Julianna Peña      | Finalização (kimura)         | UFC 316       | 07/06/2025 | 2     | 4:55  | Newark, New Jersey                   | Conquistou o Cinturão Peso-Galo Feminino do UFC. Peña perdeu um ponto no primeiro round devido a chutes ilegais de baixo para cima Performance da Noite. |
| Vitória | 18-1   | Ketlen Vieira      | Decisão (unânime)            | UFC 307       | 05/10/2024 | 3     | 5:00  | Salt Lake City, Utah                 | [ 79 ] |
| Vitória | 17-1   | Holly Holm         | Finalização (mata-leão)      | UFC 300       | 13/04/2024 | 2     | 1:47  | Las Vegas, Nevada                    | Estreia no peso-galo. |
| Vitória | 16-1   | Aspen Ladd         | Decisão (unânime)            | PFL 10        | 24/11/2023 | 5     | 5:00  | Washington, D.C., Estados Unidos     | [ 81 ] |
| Derrota | 15-1   | Larissa Pacheco    | Decisão (unânime)            | PFL 10(2022)  | 25/11/2022 | 5     | 5:00  | Nova Iorque, Nova Iorque             | Final do Torneio Peso Leve Feminino da PFL 2022. |
| Vitória | 15-0   | Martina Jindrová   | Finalização (chave de braço) | PFL 9(2022)   | 20/08/2022 | 1     | 3:17  | Londres                              | [ 83 ] |
| Vitória | 14-0   | Kaitlin Young      | Nocaute Técnico (socos)      | PFL 6(2022)   | 01/07/2022 | 1     | 2:35  | Atlanta, Geórgia                     | [ 84 ] |
| Vitória | 13-0   | Marina Mokhnatkina | Decisão (unânime)            | PFL 3         | 06/05/2022 | 3     | 5:00  | Arlington, Texas                     | [ 85 ] |
| Vitória | 12-0   | Taylor Guardado    | Finalização (chave de braço) | PFL 10        | 27/10/2021 | 2     | 4:00  | Hollywood, Flórida                   | Ganhou o Torneio dos Leves Femininos do PFL 2021. |
| Vitória | 11-0   | Genah Fabian       | Nocaute Técnico (socos)      | PFL 8         | 19/08/2021 | 1     | 4:01  | Hollywood, Flórida                   | Semifinal do Torneio dos Leves Femininos do PFL 2021. |
| Vitória | 10-0   | Cindy Dandois      | Finalização (chave de braço) | PFL 6         | 25/05/2021 | 1     | 4:44  | Atlantic City, Nova Jérsia           | |
| Vitória | 9-0    | Mariana Morais     | Nocaute Técnico (socos)      | PFL 3         | 06/05/2021 | 1     | 1:23  | Atlantic City, Nova Jérsia           | Retorno aos Leves. |
| Vitória | 8-0    | Courtney King      | Nocaute Técnico (socos)      | Invicta FC 43 | 20/11/2020 | 2     | 4:48  | Kansas City, Missouri                | Estreia nos Penas. |
| Vitória | 7-0    | Larissa Pacheco    | Decisão (unânime)            | PFL 10        | 31/12/2019 | 5     | 5:00  | Nova Iorque, Nova Iorque             | Ganhou o Torneio dos Leves Femininos do PFL 2019. |
| Vitória | 6-0    | Bobbi Jo Dalziel   | Finalização (chave de braço) | PFL 7         | 11/10/2019 | 1     | 3:32  | Las Vegas, Nevada                    | Semifinal do Torneio dos Leves Femininos do PFL 2019. |
| Vitória | 5-0    | Morgan Frier       | Finalização (kimura)         | PFL 4         | 11/07/2019 | 1     | 3:35  | Atlantic City, Nova Jérsia           | |
| Vitória | 4-0    | Larissa Pacheco    | Decisão (unânime)            | PFL 1         | 09/05/2019 | 3     | 5:00  | Uniondale (Nova Iorque), Nova Iorque | |
| Vitória | 3-0    | Moriel Charneski   | Nocaute Técnico(socos)       | PFL 11        | 31/12/2018 | 1     | 3:39  | Nova Iorque, Nova Iorque             | |
| Vitória | 2-0    | Jozette Cotton     | Nocaute Técnico (socos)      | PFL 6         | 16/08/2018 | 3     | 1:24  | Atlantic City, Nova Jérsia           | |
| Vitória | 1-0    | Brittney Elkin     | Finalização (chave de braço) | PFL 2         | 21/06/2018 | 1     | 3:18  | Chicago, Illinois                    | Estreia nos Leves. |

## Cartel no Judô
Cartel total em torneios: 208 vitórias e 50 derrotas.
| Resultado | Cartel | Oponente                | Pontuação | Evento                           | Divisão | Data       | Local          |
| --------- | ------ | ----------------------- | --------- | -------------------------------- | ------- | ---------- | -------------- |
| Venceu    | 45–7   | Audrey Tcheuméo         | 100–000   | Jogos Olímpicos de Verão de 2016 | ‍–‍78 kg    | 11/08/2016 | Rio de Janeiro |
| Venceu    | 44–7   | Anamari Velenšek        | 100–000   | Jogos Olímpicos de Verão de 2016 | ‍–‍78 kg    | 11/08/2016 | Rio de Janeiro |
| Venceu    | 43–7   | Abigél Joó              | 100–000   | Jogos Olímpicos de Verão de 2016 | ‍–‍78 kg    | 11/08/2016 | Rio de Janeiro |
| Venceu    | 42–7   | Zhang Zhehui            | 100–000   | Jogos Olímpicos de Verão de 2016 | ‍–‍78 kg    | 11/08/2016 | Rio de Janeiro |
| Venceu    | 41–7   | Mayra Aguiar            | 100–000   | Campeonato Pan-Americano de 2016 | –‍78 kg   | 24/04/2016 | Havana         |
| Venceu    | 40–7   | Catherine Roberge       | 100–000   | Campeonato Pan-Americano de 2016 | –‍78 kg   | 24/04/2016 | Havana         |
| Venceu    | 39–7   | Andrymar Alfonzo        | 100–000   | Campeonato Pan-Americano de 2016 | –‍78 kg   | 24/04/2016 | Havana         |
| Perdeu    | 38–7   | Yoon Hyun-ji            | 000–010   | Campeonato Mundial de 2015       | –‍78 kg   | 28/08/2015 | Astana         |
| Venceu    | 38–6   | Mirla Nolberto          | 100–000   | Campeonato Mundial de 2015       | –‍78 kg   | 28/08/2015 | Astana         |
| Venceu    | 37–6   | Mayra Aguiar            | 100–000s1 | Jogos Pan-Americanos de 2015     | –‍78 kg   | 14/07/2015 | Toronto        |
| Venceu    | 36–6   | Catherine Roberge       | 100–000s3 | Jogos Pan-Americanos de 2015     | –‍78 kg   | 14/07/2015 | Toronto        |
| Venceu    | 35–6   | Mirla Nolberto          | 100–000   | Jogos Pan-Americanos de 2015     | –‍78 kg   | 14/07/2015 | Toronto        |
| Perdeu    | 34–6   | Mayra Aguiar            | 000–000   | Campeonato Pan-Americano de 2015 | –‍78 kg   | 24/04/2015 | Edmonton       |
| Venceu    | 34–5   | Catherine Roberge       | 100–000   | Campeonato Pan-Americano de 2015 | –‍78 kg   | 24/04/2015 | Edmonton       |
| Venceu    | 33–5   | Miriam Gonzalez         | 101–000   | Campeonato Pan-Americano de 2015 | –‍78 kg   | 24/04/2015 | Edmonton       |
| Venceu    | 32–5   | Yahima Ramirez          | 000–000   | Campeonato Mundial de 2014       | –‍78 kg   | 29/08/2014 | Chelyabinsk    |
| Perdeu    | 31–5   | Mayra Aguiar            | 001–011   | Campeonato Mundial de 2014       | –‍78 kg   | 29/08/2014 | Chelyabinsk    |
| Venceu    | 31–4   | Anamari Velenšek        | 100–000   | Campeonato Mundial de 2014       | –‍78 kg   | 29/08/2014 | Chelyabinsk    |
| Venceu    | 30–4   | Wang Szu-chu            | 101–000   | Campeonato Mundial de 2014       | –‍78 kg   | 29/08/2014 | Chelyabinsk    |
| Venceu    | 29–4   | Catherine Roberge       | 000–000   | Campeonato Mundial de 2014       | –‍78 kg   | 29/08/2014 | Chelyabinsk    |
| Venceu    | 28–4   | Vanessa Chalá           | N/A       | Campeonato Pan-Americano de 2013 | –‍70 kg   | 19/04/2013 | San José       |
| Venceu    | 27–4   | Alix Renaud-Roy         | N/A       | Campeonato Pan-Americano de 2013 | –‍70 kg   | 19/04/2013 | San José       |
| Venceu    | 26–4   | Jenifer Ortiz           | N/A       | Campeonato Pan-Americano de 2013 | –‍70 kg   | 19/04/2013 | San José       |
| Perdeu    | 25–4   | Yuri Alvear             | N/A       | Campeonato Pan-Americano de 2013 | –‍70 kg   | 19/04/2013 | San José       |
| Venceu    | 25–3   | Elvismar Rodríguez      | N/A       | Campeonato Pan-Americano de 2013 | –‍70 kg   | 19/04/2013 | San José       |
| Venceu    | 24–3   | Gemma Gibbons           | 0020–0000 | Jogos Olímpicos de Verão de 2012 | –‍78 kg   | 02/08/2012 | London         |
| Venceu    | 23–3   | Mayra Aguiar            | 1010–0000 | Jogos Olímpicos de Verão de 2012 | –‍78 kg   | 02/08/2012 | London         |
| Venceu    | 22–3   | Abigél Joó              | 1010–0100 | Jogos Olímpicos de Verão de 2012 | –‍78 kg   | 02/08/2012 | London         |
| Venceu    | 21–3   | Vera Moskalyuk          | 1000–0000 | Jogos Olímpicos de Verão de 2012 | –‍78 kg   | 02/08/2012 | London         |
| Venceu    | 20–3   | Catherine Roberge       | 011–001   | Jogos Pan-Americanos de 2011     | –‍78 kg   | 27/10/2011 | Guadalajara    |
| Venceu    | 19–3   | Yalennis Castillo       | 002–001   | Jogos Pan-Americanos de 2011     | –‍78 kg   | 27/10/2011 | Guadalajara    |
| Venceu    | 18–3   | Mayra Aguiar            | 001–000   | Jogos Pan-Americanos de 2011     | –‍78 kg   | 27/10/2011 | Guadalajara    |
| Venceu    | 17–3   | Marhinde Verkerk        | 001–000   | Campeonato Mundial de 2011       | –‍78 kg   | 26/08/2011 | Paris          |
| Perdeu    | 16–3   | Audrey Tcheuméo         | 000–001   | Campeonato Mundial de 2011       | –‍78 kg   | 26/08/2011 | Paris          |
| Venceu    | 16–2   | Hitomi Ikeda            | 010–000   | Campeonato Mundial de 2011       | –‍78 kg   | 26/08/2011 | Paris          |
| Venceu    | 15–2   | Pürevjargalyn Lkhamdegd | 101–000   | Campeonato Mundial de 2011       | –‍78 kg   | 26/08/2011 | Paris          |
| Venceu    | 14–2   | Catherine Roberge       | 001–000   | Campeonato Mundial de 2011       | –‍78 kg   | 26/08/2011 | Paris          |
| Venceu    | 13–2   | Mayra Aguiar            | 000–000   | Campeonato Pan-Americano de 2011 | –‍78 kg   | 01/04/2011 | Guadalajara    |
| Venceu    | 12–2   | Yalennis Castillo       | 000–000   | Campeonato Pan-Americano de 2011 | –‍78 kg   | 01/04/2011 | Guadalajara    |
| Venceu    | 11–2   | Nadjeda Gena            | 102–000   | Campeonato Pan-Americano de 2011 | –‍78 kg   | 01/04/2011 | Guadalajara    |
| Venceu    | 10–2   | Anny Cortés             | 102–000   | Campeonato Pan-Americano de 2011 | –‍78 kg   | 01/04/2011 | Guadalajara    |
| Venceu    | 9–2    | Mayra Aguiar            | 001–000   | Campeonato Mundial de 2010       | –‍78 kg   | 09/07/2010 | Tokyo          |
| Venceu    | 8–2    | Maryna Pryshchepa       | 102–000   | Campeonato Mundial de 2010       | –‍78 kg   | 09/07/2010 | Tokyo          |
| Venceu    | 7–2    | Céline Lebrun           | 000–001   | Campeonato Mundial de 2010       | –‍78 kg   | 09/07/2010 | Tokyo          |
| Venceu    | 6–2    | Anamari Velenšek        | 100–000   | Campeonato Mundial de 2010       | –‍78 kg   | 09/07/2010 | Tokyo          |
| Venceu    | 5–2    | Luise Malzahn           | 003–000   | Campeonato Mundial de 2010       | –‍78 kg   | 09/07/2010 | Tokyo          |
| Venceu    | 4–2    | Mirla Nolberto          | 100–000   | Campeonato Pan-Americano de 2010 | –‍78 kg   | 09/04/2010 | San Salvador   |
| Venceu    | 3–2    | Keivi Pinto             | 110–000   | Campeonato Pan-Americano de 2010 | –‍78 kg   | 09/04/2010 | San Salvador   |
| Perdeu    | 2–2    | Mayra Aguiar            | 000–100   | Campeonato Pan-Americano de 2010 | –‍78 kg   | 09/04/2010 | San Salvador   |
| Venceu    | 2–1    | Lorena Briceño          | 100–000   | Campeonato Pan-Americano de 2010 | –‍78 kg   | 09/04/2010 | San Salvador   |
| Perdeu    | 1–1    | Amy Cotton              | 000–001   | Campeonato Mundial de 2009       | –‍78 kg   | 26/08/2009 | Rotterdam      |
| Venceu    | 1–0    | Samantha Lowe           | 000–000   | Campeonato Mundial de 2009       | –‍78 kg   | 26/08/2009 | Rotterdam      |

## Ver Também
- Lista de lutadores do UFC
- Professional Fighters League
- Lista de campeões do UFC
- Medalhistas olímpicos do judô